# 프랑스 중세극
프랑스 중세극(France中世劇)은 14세기까지는 미약했으나 15세기에 전성기를 누렸다. 주제는 종교와 세속으로 양분되어 있었으며 대사는 운문이었다.

## 전례극
그 시초는 가톨릭 교회에서 대중에게 신구약 고사나 성인의 전기를 쉬이 설명하는 것을 목적으로 하는 전례극으로, 이는 중세연극 뿐만 아니라 서양 극문학의 원류가 된다. 노래가 중요시되었으며, 라틴어인 전례를 설명하기 위한 것임에도 불구하고 연극 자체도 라틴어였고 불어로 된 세속장면이 끼어있는 정도였는데, 이러한 세속 막간극이 비중이 점점 커졌기 때문에 배꼽이 배보다 커진 연극을 교회는 무용하다 판단하여 12세기에 전례에서 퇴출한다.

## 세속극
이러한 교회와는 별개로 독립적인 세속극(théâtre profane)이 발달하기도 하였는데, 그 선구자는 13세기말의 음유시인 아당 드라알이다. 진지한 종교적 주제를 다룬 라틴어 전례극이 아닌 목가적/풍자적/사적인 주제를 다루는 희곡이며 불어로 쓰여졌다.

## 14 - 15세기의 변화
14-15세기동안 중세극은 주요한 사회적 변화를 거친다. 작가들은 궁정에서 후원인(mécène) 아래에서 창작을 하게 되었으며 사회생활에서 연극의 위치는 점점더 중요해졌으나 동시에 내용 규제가 심해지기도 하였다.

## 15세기
15세기에야 중세극은 전성기를 맞는다. 그 형식은 다양하여 다음과 같다.
- 성사극(mystère) - 大성사극과 小성사극으로 나뉜다.

- 대성사극은 3만-6만 행으로 매우 길며, 특정 인물의 구원이나 타락, 혹은 특정 성인의 완전한 전기를 다룬다. 때로는 며칠동안 공연이 계속되는 일도 있으며, 대중의 제창으로 끝을 맺는다. 그다지 널리 퍼진 극은 아니었다. 대표작으로는 <수난성사극>(Mystère de la passion, 1450)이 있다.
- 소성사극은 좀더 잦게 공연되고 더 간소하다.

- 도덕극(Moralité)  - 죄나 덕 같은 추상관념을 상징하는 풍유적인 등장인물들이 나오는 우의극이다. 권선징악적이나 심각하지 않고 익살적인 줄거리로 대중을 덕화하는 것을 목적으로 하며, 종교극과 세속극의 교두보 역할을 했다. 대표작은 <주연의 보답>(La condamnation de banquet, 1480).
- 소극(farce) - 전례극의 세속 막간극이 독자형식으로 발전한 것으로, 짤막하고 유쾌한, 순수히 웃음을 목적으로 한 극이다. 중세 이후로도 지속되었다. 대표작은 <파틀랭 선생>(1456).
- 소티(sotie) - 풍자극의 일종으로, 본디 성사극과 도덕극의 도입부 역할을 하였다가 독립된 극으로 발전하였다. 어릿광대들이 세상만사에 대해 농담을 따먹는 식이다. 그 풍자정신은 정치적으로 이용되기도 하였으며, 16세기에는 상연금지되었다.